# Supercopa Argentina 2014
La Supercopa Argentina 2014 fue la tercera edición de este certamen. La jugaron, el 25 de abril de 2015, River Plate, ganador de la Copa Campeonato de Primera División 2013-14; y Huracán, campeón de la Copa Argentina 2013-14. El partido, que terminó con la victoria de Huracán por 1 a 0, se disputó en el estadio San Juan del Bicentenario, ubicado en el Gran San Juan, de la provincia homónima.
El campeón fue Huracán, que obtuvo así la octava copa nacional de su historia, y ocupó la segunda plaza de Argentina en la Copa Sudamericana 2015.

## Equipos clasificados
| River Plate | Ganador de la Copa Campeonato de Primera División 2013-14 |
| Huracán     | Campeón de la Copa Argentina 2013-14                      |

## Partido
| 25 de abril de 2015, 21:10 (UTC-3) | River Plate | 0:1 (0:1) | Huracán  | Estadio San Juan del Bicentenario, San Juan |                           |
|                                    |             | Reporte   | Puch 21' | Árbitro(s): Néstor Pitana                   | Árbitro(s): Néstor Pitana |

### Ficha
| 1          | ARQ        | Marcelo Barovero   |     |
| 18         | DEF        | Camilo Mayada      | 83' |
| 2          | DEF        | Jonatan Maidana    |     |
| 6          | DEF        | Ramiro Funes Mori  |     |
| 21         | DEF        | Leonel Vangioni    |     |
| 8          | MED        | Carlos Sánchez     | 58' |
| 5          | MED        | Matías Kranevitter |     |
| 16         | MED        | Ariel Rojas        | 63' |
| 10         | MED        | Gonzalo Martínez   |     |
| 7          | DEL        | Rodrigo Mora       |     |
| 9          | DEL        | Fernando Cavenaghi |     |
| Entrenador | Entrenador | Marcelo Gallardo   |     |

| 1          | ARQ        | Marcos Díaz         |     |  |
| 2          | DEF        | Federico Mancinelli |     |  |
| 21         | DEF        | Martín Nervo        |     |  |
| 25         | DEF        | Eduardo Domínguez   |     |  |
| 15         | DEF        | Luciano Balbi       |     |  |
| 8          | MED        | Lucas Villarruel    |     |  |
| 5          | MED        | Federico Vismara    |     |  |
| 7          | MED        | Cristian Espinoza   | 74' |  |
| 18         | MED        | Patricio Toranzo    | 79' |  |
| 17         | MED        | Edson Puch          | 72' |  |
| 9          | DEL        | Ramón Ábila         |     |  |
| Entrenador | Entrenador | Néstor Apuzzo       |     |  |

| 15 | MED | Leonardo Pisculichi | 58' |
| 32 | DEL | Sebastián Driussi   | 63' |
| 14 | DEF | Augusto Solari      | 83' |

| 11 | MED | Agustín Torassa         | 72' |
| 14 | MED | Ezequiel Gallegos       | 74' |
| 16 | MED | Iván Moreno y Fabianesi | 79' |

| Anotado | 21' | Edson Puch | 1-0 |

| Amonestado | 55' | Carlos Sánchez     |
| Amonestado | 62' | Matías Kranevitter |

| Amonestado | 63'   | Federico Vismara |
| Amonestado | 90+5' | Lucas Villarruel |

| Árbitro             | Néstor Pitana     |
| Árbitros asistentes | Sergio Zoratti    |
| Árbitros asistentes | Diego Verlotta    |
| Cuarto árbitro      | Fernando Espinoza |

| 1          | ARQ        | Marcelo Barovero   |     |
| 18         | DEF        | Camilo Mayada      | 83' |
| 2          | DEF        | Jonatan Maidana    |     |
| 6          | DEF        | Ramiro Funes Mori  |     |
| 21         | DEF        | Leonel Vangioni    |     |
| 8          | MED        | Carlos Sánchez     | 58' |
| 5          | MED        | Matías Kranevitter |     |
| 16         | MED        | Ariel Rojas        | 63' |
| 10         | MED        | Gonzalo Martínez   |     |
| 7          | DEL        | Rodrigo Mora       |     |
| 9          | DEL        | Fernando Cavenaghi |     |
| Entrenador | Entrenador | Marcelo Gallardo   |     |

| 1          | ARQ        | Marcos Díaz         |     |  |
| 2          | DEF        | Federico Mancinelli |     |  |
| 21         | DEF        | Martín Nervo        |     |  |
| 25         | DEF        | Eduardo Domínguez   |     |  |
| 15         | DEF        | Luciano Balbi       |     |  |
| 8          | MED        | Lucas Villarruel    |     |  |
| 5          | MED        | Federico Vismara    |     |  |
| 7          | MED        | Cristian Espinoza   | 74' |  |
| 18         | MED        | Patricio Toranzo    | 79' |  |
| 17         | MED        | Edson Puch          | 72' |  |
| 9          | DEL        | Ramón Ábila         |     |  |
| Entrenador | Entrenador | Néstor Apuzzo       |     |  |

| 15 | MED | Leonardo Pisculichi | 58' |
| 32 | DEL | Sebastián Driussi   | 63' |
| 14 | DEF | Augusto Solari      | 83' |

| 11 | MED | Agustín Torassa         | 72' |
| 14 | MED | Ezequiel Gallegos       | 74' |
| 16 | MED | Iván Moreno y Fabianesi | 79' |

| Anotado | 21' | Edson Puch | 1-0 |

| Amonestado | 55' | Carlos Sánchez     |
| Amonestado | 62' | Matías Kranevitter |

| Amonestado | 63'   | Federico Vismara |
| Amonestado | 90+5' | Lucas Villarruel |

| Árbitro             | Néstor Pitana     |
| Árbitros asistentes | Sergio Zoratti    |
| Árbitros asistentes | Diego Verlotta    |
| Cuarto árbitro      | Fernando Espinoza |

| Estadísticas       | River Plate | Huracán |
| ------------------ | ----------- | ------- |
| Tiros              | 14          | 4       |
| Tiros al arco      | 7           | 3       |
| Faltas             | 13          | 11      |
| Tiros de esquina   | 16          | 5       |
| Posesión del balón | 68,3%       | 32,7%   |
| Penales            | 0           | 0       |
| Fueras de juego    | 1           | 2       |